# Карачали (дем Драма)
 Тази статия е за селото в Драмско.  За селото в Струмишко вижте Карачали (Струмишко).  
Карачали или Кара Чали (на гръцки: Μαυρόβατος, Мавроватос, до 1927 година Καρά Τσαλή, Кара Цали) е село в Република Гърция, разположено на територията на дем Драма в област Източна Македония и Тракия.

## География
Селото е разположено на 80 m надморска височина в Драмското поле на около 6 km южно от град Драма.

## История

### В Османската империя
В началото на XX век Карачали е чифлик в Драмска кааза на Османската империя. Според статистиката на Васил Кънчов („Македония. Етнография и статистика“) в 1900 година Караджали има 147 жители, от които 80 българи християни и 67 цигани.

### В Гърция
През Балканската война селото е освободено от части на българската армия, но след Междусъюзническата война от 1913 година остава в пределите на Гърция. Селото не се споменава от гръцкото преброяване от 1913 година. В 1923 година на мястото на стария чифлик са заселени 129 семейства гърци бежанци с 479 души. В 1928 година Карачали е представено като изцяло бежанско със 129 бежански семейства и 472 жители общо.
Населението произвежда памук, жито, тютюн, фуражни и други земеделски продукти, като се занимава и с краварство.
| Година    | 1913 | 1920 | 1928 | 1940 | 1951 | 1961 | 1971 | 1981 | 1991 | 2001 | 2011 | 2021 |
| --------- | ---- | ---- | ---- | ---- | ---- | ---- | ---- | ---- | ---- | ---- | ---- | ---- |
| Население |      | 7    | 479  | 712  | 525  | 679  | 525  | 632  | 611  | 714  | 736  | 641  |